# Пам'ятник Сталіну (Київ)
Пам'ятник Йосипу Сталіну — монумент на честь генерального секретаря ЦК ВКП (б) Йосипа Віссаріоновича Сталіна.

## Історія
Перший пам'ятник був побудований в кінці 1930-х років. На площі III-го інтернаціоналу біля входу в парк на місці, де стояв пам'ятник імператору Олександру II, а згодом пам'ятник «Червоноармійцю — захиснику народних мас», була встановлена бетонна 5-метрова скульптура Й. Сталіну. Зруйнований пам'ятник в 1941 році під час нацистської окупації Києва.
На початку 1950 р. на тій же площі, якій дали назву площа Сталіна (нині Європейська площа), був встановлений тимчасовий пам'ятник, який в майбутньому повинні були зробити більш монументальним.
У 1956 році, після ХХ з'їзду КПРС, цей пам'ятник демонтували.
Неподалік у Піонерському парку в 1950-х роках також існували скульптурні пам'ятники Сталіну і Леніну, Сталіну і Горькому.
Всі пам'ятники Сталіну під час десталінізації були демонтовані у 1956—1961 роках.